# پوترو شرقی
پوترو شرقی (نام علمی: Grewia orientalis) نام یک گونه از سرده پوترو است.